# Maria am Gestade
Koordinaten: 48° 12′ 46,4″ N, 16° 22′ 14,2″ O
Maria am Gestade ist eine gotische römisch-katholische Kirche im 1. Wiener Gemeindebezirk Innere Stadt, nahe dem Donaukanal. Sie war die traditionelle Kirche der Donauschiffer. Der Name leitet sich von der ehemaligen Lage der Kirche am Hochgestade eines Armes der damals noch unregulierten Donau ab. Maria am Gestade zählt gemeinsam mit der Peterskirche und der Ruprechtskirche zu den ältesten Kirchen Wiens.

## Lage
Das Gotteshaus steht am früheren nördlichen Rand der mittelalterlichen Wiener Stadtmauer in dicht verbautem Gebiet, umgeben vom Steilhang des Ritters Griffo. Im Osten lagen mehrere Grundstücke und Gebäude, im Süden eine Gasse, an die ebenfalls Gebäude anschlossen und im Westen ein Stadttor, hinter dem eine Stiege hinunter zum Ottakringerbach führte. Die 1935 bis 1937 nach Plänen des Architekten Hubert Matuschek neu gestaltete Gasse heißt inzwischen Am Gestade. Nach ihr wird die Kirche im Volksmund manchmal auch Maria Stiegen genannt. Die lange Treppe mit dem Kirchengebäude im Hintergrund dient häufig als Fotomotiv bei Hochzeiten.
Das Kirchengebäude ist trotz der begrenzten Baufläche streng geostet.

## Geschichte
An der Stelle des Langhauses der heutigen Kirche befand sich ursprünglich eine Kapelle, die bereits im 9. Jahrhundert errichtet worden sein soll. Sie hieß zur damaligen Zeit Unser Vrowen chapellen auf der Stetten ze Wienne. Laut einer Sage geht der Bau auf den Passauer Bischof Mafalvin (oder Maldavin) zurück, der den Missionar und Baumeister Alfried mit dem Bau einer hölzernen Kapelle für das von den Donauschiffern mitgeführte Marienbild beauftragt haben soll. Urkundlich nachgewiesen ist die Maria-Stiegen-Kirche erstmals im Jahre 1158. Indirekt erwähnt wurde sie erstmals 1137 (im Rahmen der Vorgeschichte des Baues der Wiener Stephanskirche als eine der Kirchen der damaligen Pfarre St. Peter), ausdrücklich erstmals in einem Dokument aus dem Jahr 1200. Die Besitzverhältnisse des Grundstücks waren relativ undurchschaubar – es wurde zwischen dem Schottenstift, Wiener Bürgerfamilien und dem Bischof von Passau hin und her transferiert.
Während des Wiener Stadtbrands am 28. April 1262 brannte die Kapelle aus, wurde jedoch bald darauf wiederhergestellt.
Ab 1302 war die Kapelle im Besitz der Herren von Greif (Griffo), die durch einen Tausch der Patronatsrechte der Kapelle St. Ulrich in Zaismannsprunn an die Kapelle Maria am Gestade in Wien gelangt waren.
In den folgenden Jahren (1330–1361) wurde die kleine Kirche im Osten um einen dreijochigen, kreuzrippengewölbten Chor mit 5/8-Schluss und einer Doppelportalvorhalle erweitert und wahrscheinlich als Familienbegräbnisstätte konzipiert. Auch der Bau des Turms mit einem unregelmäßigen siebeneckigen Grundriss an der südwestlichen Ecke des Chores war begonnen worden.
Das gesamte Gotteshaus sollte Ende des 14. Jahrhunderts neu errichtet werden, weswegen am 2. Juni 1394 die Grundsteinlegung erfolgte. – Wegen der Konfiszierung des Besitzes des Bauherrn Hans Freiherr von Liechtenstein-Nikolsburg ruhten die Arbeiten nun aber fünf Jahre lang. Dann wurde das Langhaus angefangen; das Kirchengrundstück kam 1403 wieder in den Besitz der Bischöfe von Passau, wo es auch nach der Erhebung Wiens zum Bistum 1469 blieb. Sie ließen den Umbau vollenden.
Der Kirchturm wurde nach einer Beschädigung im Jahr 1529 durch Blitzeinschlag 1534–1537 durch Benedikt Kölbl erneuert.
Das Kirchengebäude verfiel, v. a. auch wegen der wechselnden Eigentumsverhältnisse und der 1803 erfolgten Säkularisierung des Bistums Passau. Es gehörte nun dem österreichischen Staat, wurde entwidmet und diente als Magazin und in der Zeit der Napoleonischen Feldzüge als Lager und Pferdestall. Wertvolle Ausstattungsstücke wurden geraubt, die farbigen gotischen Chorfenster wurden rechtzeitig nach Laxenburg geschafft und in die Franzensburg eingebaut. Auch Fialen und geschnitztes hölzernes Chorgestühl wurde dorthin ausgelagert.
Schließlich sollte das Gotteshaus abgerissen werden. Wegen der zu erwartenden hohen Abrisskosten blieb es aber stehen.
Kaiser Franz II. veranlasste schließlich umfassende Wiederaufbauarbeiten, ließ die geraubten Ausstattungen ergänzen und weihte das Gotteshaus 1812 neu ein. Auf Initiative von P. Clemens Hofbauer kam die Kirche 1820 an den frisch gegründeten Redemptoristenorden.
Am 4. November 1862 wurden die sterblichen Überreste des heilig gesprochenen Wiener Stadtpatrons Clemens Maria Hofbauer, nachdem vom Romantikerfriedhof in Maria Enzersdorf bei Mödling in diese Kirche gebracht wurden. Seine Reliquien befinden sich in einem gesonderten Altar in einer Seitenkapelle, die alte Grabplatte ist an einer Wand daneben aufgestellt. Die Gebeine des Heiligen Hofbauer sind zu einer beliebten Wallfahrtsstätte geworden; zahlreiche Votivtafeln in der Kirche dokumentieren den Dank und die Bitten der Gläubigen.
Die Kirche dient heute auch als Gotteshaus der französischen, tschechischen und slowakischen Christengemeinschaft in Wien.
Die Pfarrgemeinschaft begeht jährlich das Hoch- und Patronatsfest ihrer Kirche am 8. Dezember (Immaculata Conceptio Mariae, Maria Empfängnis).

## Architektur

### Außenbeschreibung

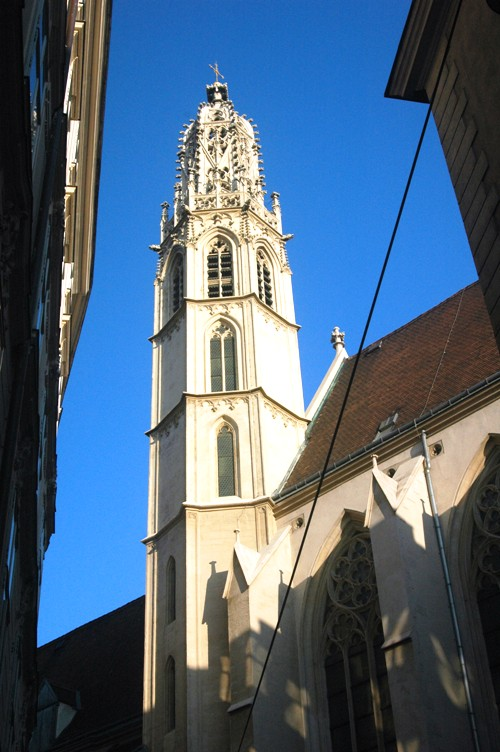
Nähere Ansicht des gotischen Glockenturmes

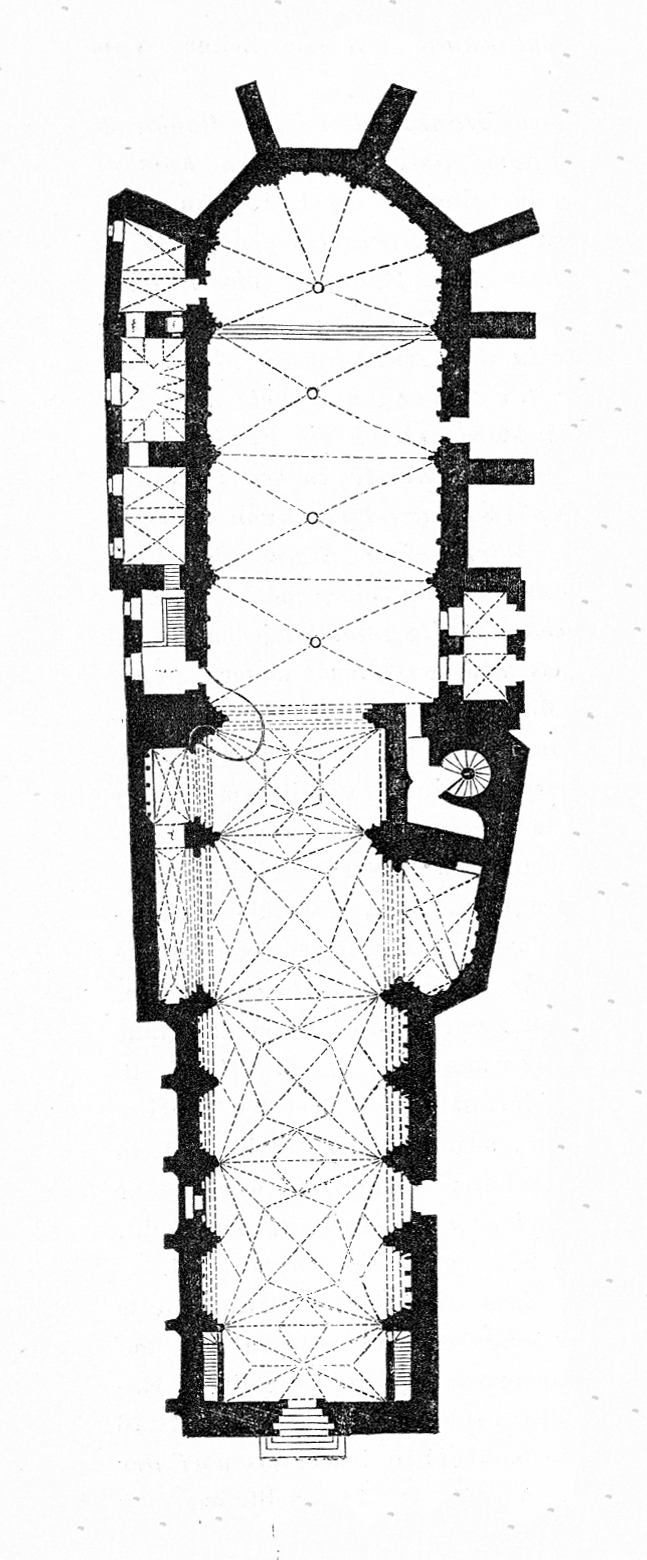
Grundriss der Kirche

Das Langhaus mit sieben Jochen, das aufgrund der beengten Platzverhältnisse schmäler als der Chor und aufgrund des damaligen Verlaufs des Donauarmes leicht geknickt ist, wurde um das Jahr 1400 begonnen, wobei zuletzt Herzog Albrecht III. selbst als Bauherr fungierte. Der Knick in der Gebäudeachse (Achsknick) kann auch auf absichtlich angewendete mittelalterliche Messmethoden zurückgeführt werden (Ausrichtung der Gebäudeachsen nach unterschiedlichen Sonnenaufgangsständen). Da die Achsen von Langhaus und Chor seitlich versetzt sind, wird dadurch ein „übertriebener Achsknick“ vorgetäuscht.
Auch für das Langhaus sind Querverbindungen zur gleichzeitigen Großbaustelle Sankt Stephan sehr wahrscheinlich, offensichtlich sind sie beim Turm, der gemeinsam mit dem Chor um 1330 begonnen wurde. Der Baumeister des Chores und des Turmes war der im Dienst des Herzogs stehende Michael Knab, von dem auch der (später modifizierte) Plan für die Türme der Wiener Kathedrale stammt, sein Nachfolger war mit Peter Prachatitz, ebenfalls ein Dombaumeister. Ebenso wie der Südturm von Sankt Stephan verjüngt sich der Turm mit einem Grundrisswechsel. Er ist 56 Meter hoch und besitzt einen siebeneckigen Grundriss.
Das Charakteristischste an der Kirche ist der durchbrochene Turmhelm aus den Baujahren 1419–1428, der als gotisches Rankenwerk ausgeführt ist. Er war wohl früher von Weitem erkennbar und ist auch auf den ältesten Stadtdarstellungen abgebildet. Der Turm wurde auf der Südseite des Kirchenschiffes außerhalb der Umfassungsmauern angeordnet und befindet sich in Längsrichtung des Bauwerks etwa in dessen Mitte. Er wurde im Laufe der Jahrhunderte mehrfach ausgebessert oder sogar erneuert.
Die Kirche hat drei mit Reliefs und Figuren geschmückte Portale: Das Chorportal zeigt über dem Bogen im Tympanon Reliefs einer Schutzmantelmadonna und eine Marienkrönung, beide aus der Zeit um 1350, während das Mittlere Portal realistisch wirkende Darstellungen von musizierenden Engeln aufweist. Das von einem Baldachin bekrönte Hauptportal zeigt über der Tür Reliefs der beiden heiligen Johannes’ (Johannes der Täufer, Johannes Evangelist) aus etwa 1410 (die stilistisch möglicherweise mit dem Prager Veitsdom in Verbindung stehen).
Die Statuen links von der Tür zeigen Paulus, Johannes der Täufer, Theresia von Avila und Hieronymus. Die Statuen rechts der Tür zeigen Leopold, Anna, Josef und Petrus. Unter dem Baldachin finden sich drei Mosaike: Verkündigung, Pietà und Heilige Jungfrau Maria, Königin der Engel, die 1901 von Albert Neuhauser geschaffen wurden.
Der hohe Giebel ist mit zahlreichen Fialen geschmückt und erstellt aufgrund seiner exponierten Lage eine bedeutende Schaufassade dar.
Das Mauerwerk der Kirche war an seiner Außenseite in früherer Zeit zumindest teilweise verputzt oder getüncht: eine 1931 vorgenommene Restaurierung legte unter abblätterndem Mörtel die Zeichnung einer ungefähr sieben Meter großen Christophorus-Figur frei, konserviert und fehlende Teile ergänzt. Sie sollte auf Dauer sichtbar bleiben. Eine 1994 erfolgte Nachforschung zeigte aber, dass die Figur nicht mehr genau erkennbar war. Unter den Schmutzschichten an der Wand (die nicht zuletzt 1945 durch den Brand umliegender Häuser entstanden waren) waren zwar noch Striche vorhanden, aber 70 Prozent des ehemaligen Bestandes waren verloren. Eine Restaurierung kam nicht in Frage, weil die vorhandenen Striche keine zusammenhängenden Formen mehr ergaben. Die Reste wurden statisch gesichert und wieder übertüncht. (Diese Entwicklung wird als Beispiel dafür gesehen, dass solch alte Zeichnungen nur dann wirksam geschützt werden können, wenn sie nach ihrer Auffindung und Dokumentation wieder übertüncht und damit weiter vor Ausbleichen, Verschmutzung und Erosion geschützt bleiben.) An die Lage des Bildes erinnert optisch nur noch eine verputzte Wölbung in der Südfassade der Kirche, welche die Lage eines früheren Schutzdaches angibt.
Die meisten äußeren Statuen-Schmuckelemente wurden 1897 bis 1903 durch Franz Erler und Josef Beyer neu geschaffen.
Mit den Kämpfen in Wien kurz vor Ende des 1945 erlitt die Kirche Beschädigungen, die aber bald beseitigt werden konnten.
Turm
Der maßwerkdurchbrochene Kuppelhelm, entworfen durch den herzoglichen Baumeister Michael, war ein Novum gotischer Baukunst. Die Ausführung erledigte der damalige Wiener Dombaumeister Peter von Prachatitz. Die Arbeiten am Turm wurden im Jahr 1429 abgeschlossen. Die Turmhaube erinnert in ihrer Filigranität wie Spitzenklöppelei und scheint über der Kirche zu schweben. Die christliche Symbolik assoziiert mit dem Turmabschluss Maria unter der Rosenlaube oder deutet den Maßwerkhelm als Marienkrone. Der Turm ist zum einen in sieben Geschoße gegliedert, hat aber auch sieben Ecken. Sieben ist eine symbolische Zahl im Christentum und bezeichnet die Tage der Welterschaffung, die Sieben Gaben des Heiligen Geistes, die sieben Sakramente als auch die Freuden und Schmerzen Mariens.

### Innenbeschreibung
Der Chorraum folgt in seiner Form der polygonalen Apsis und ist mit mindestens fünf hohen Spitzbogen-Chorfenstern versehen. Die vier Fenster unmittelbar hinter dem Altar wurden mit erhaltenen gotischen Glasgemälden (aus der Zeit zwischen 1349 und 1436) zusammengesetztgestaltet, sie zeigen kleinteilige Bibelszenen. – Gegen das Kirchenschiff ist der Chor mit einem Triumphbogen abgesetzt.
Die Pfeiler im Hauptschiff sind stark profiliert und teilweise mit alten Skulpturen versehen.
Gegenüber dem Chor erstreckt sich über die ganze Breite die 1515 eingebaute Westempore, deren Brüstung durch zartes Maßwerk aufgelöst ist. Hier ist die Orgel installiert und der Kirchenchor hat seinen Platz, weswegen die Empore auch Musikerempore genannt wird.
Das 33 m hohe Kirchenhauptschiff ist mit einem Netzrippengewölbe mit figuralen Schlusssteinen abgeschlossen, das von der Dombauhütte unter Peter Prachatitz erbaut wurde und im Triumphbogen die Jahreszahl 1414 trägt. Die Breite des Kirchenschiffes beträgt nur knapp zehn Meter.
Der Mittelgang ist mit großflächig gemusterten Marmorplatten belegt.

## Ausstattung

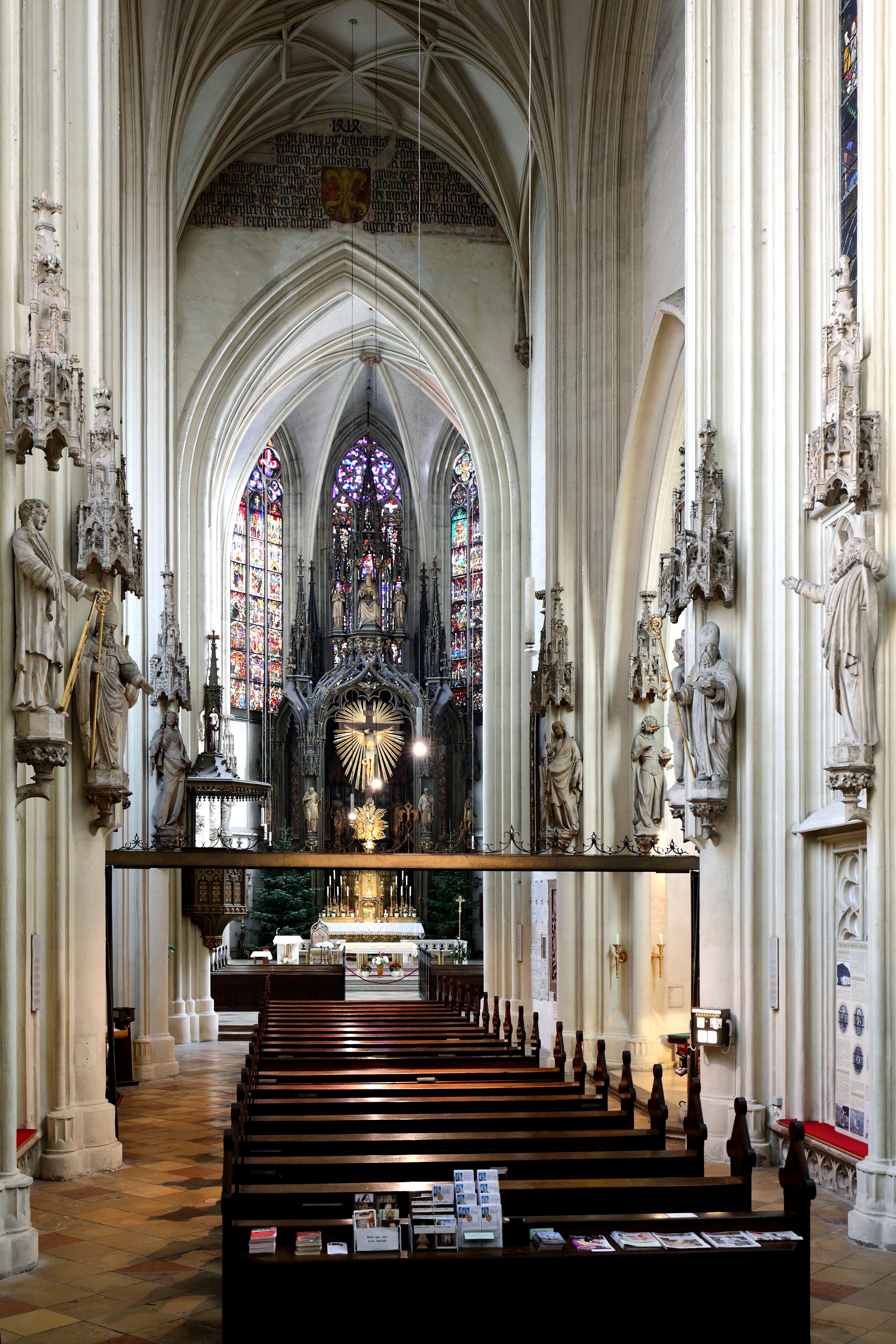
Blick vom Langhaus auf den Hochaltar

### Altar, Kanzel, Gestühl
In der Kirche befindet sich ein Hochaltar, der in den Jahren 1845–1846 von Thomas Marzik unter Verwendung früherer Altarelemente neu gestaltet wurde.
Beschreibung des Altars:
An der nördlichen Seitenwand des Hochaltars befindet sich ein Sakramentshäuschen, das den Spruch „Ecce panis angelorum factus cibus viatorum vere“ präsentiert.
Über dem Altar hängt ein Strahlenkranzkruzifix, das im Jahr 1440 entstand.
Im 15. Jahrhundert befanden sich zusätzlich neun Altäre in der Kirche.
Einer davon steht nun in einer Nebenkapelle, er geht auf eine Stiftung von Johann Perger zurück und wurde 1520 in der ersten Marienkirche geweiht. Diese Perger-Kapelle kann vom Chor aus erreicht werden. Der Altar zeigt mittig eine Madonna, die vom heiligen Nikolaus und vom heiligen Johannes dem Täufer flankiert wird, die Predella zeigt das Schweißtuch Christi.
In einer weiteren Nebenkapelle entstand im 19. Jahrhundert der Hofbaueraltar mit dem Reliquienschrein des hl. Klemens Maria Hofbauer. Der Altartisch mit dem Reliquiar ist in einer modernen Formensprache gehalten.
Beiderseits des Bogens zum Chorraum hängt je ein Gemälde. Das auf der nördlichen Seite stellt die Verkündigung an Maria dar, es stammt höchstwahrscheinlich von einem mittelalterlichen Flügelaltar aus dem Jahr 1360, dessen Künstler nicht bekannt ist. – Das Bild zeigt dem Betrachter eine frühe bürgerliche Wohnstube mit zahlreichen Gebrauchsgegenständen. Josef sitzt in einem ummauerten Garten zwischen der Stadt im Hintergrund und dem Wohnraum und denkt über eine Trennung von Maria nach, deren Kind nicht von ihm ist. Erzengel Gabriel erscheint ihm dabei und macht ihm seine besondere Berufung klar.
Zum gleichen Thema gibt es eine Verkündigungsgruppe, die dem Meister der Minoritenwerkstatt zugeordnet wird: die Darstellungen weisen dieselben Stilmerkmale wie die Portalfiguren der Wiener Minoritenkirche auf. Durch ihr teilweise erfolgtes Herauslösen aus der Wand und die räumliche Verselbstständigung der Gestik gelten sie als wichtiges Übergangsstück zur Hochgotik.
Das spätgotische Tafelbild auf der südlichen Seite des Triumphbogens ist die symbolhafte Darstellung der Marienkrönung für die „mit Leib und Seele in den Himmel aufgenommene“ Mutter Jesu – und damit auch Sinnbild für den erlösten Menschen. Es gehörte ebenfalls zu einem früheren Flügelaltar, datiert um 1460: Krönung Mariens.
Angelehnt an eine Säule erhebt sich vor dem Chorbogen eine Kanzel mit achteckigem Schalldeckel. Kanzel, Schalldeckel und Zugang sind großflächig vergoldet und mit Ornamenten verziert.

### Fenster und sonstiges
Das Hauptschiff erhält Tageslicht durch je fünf hohe Rundbogenfenster, die nicht farbig verglast sind.

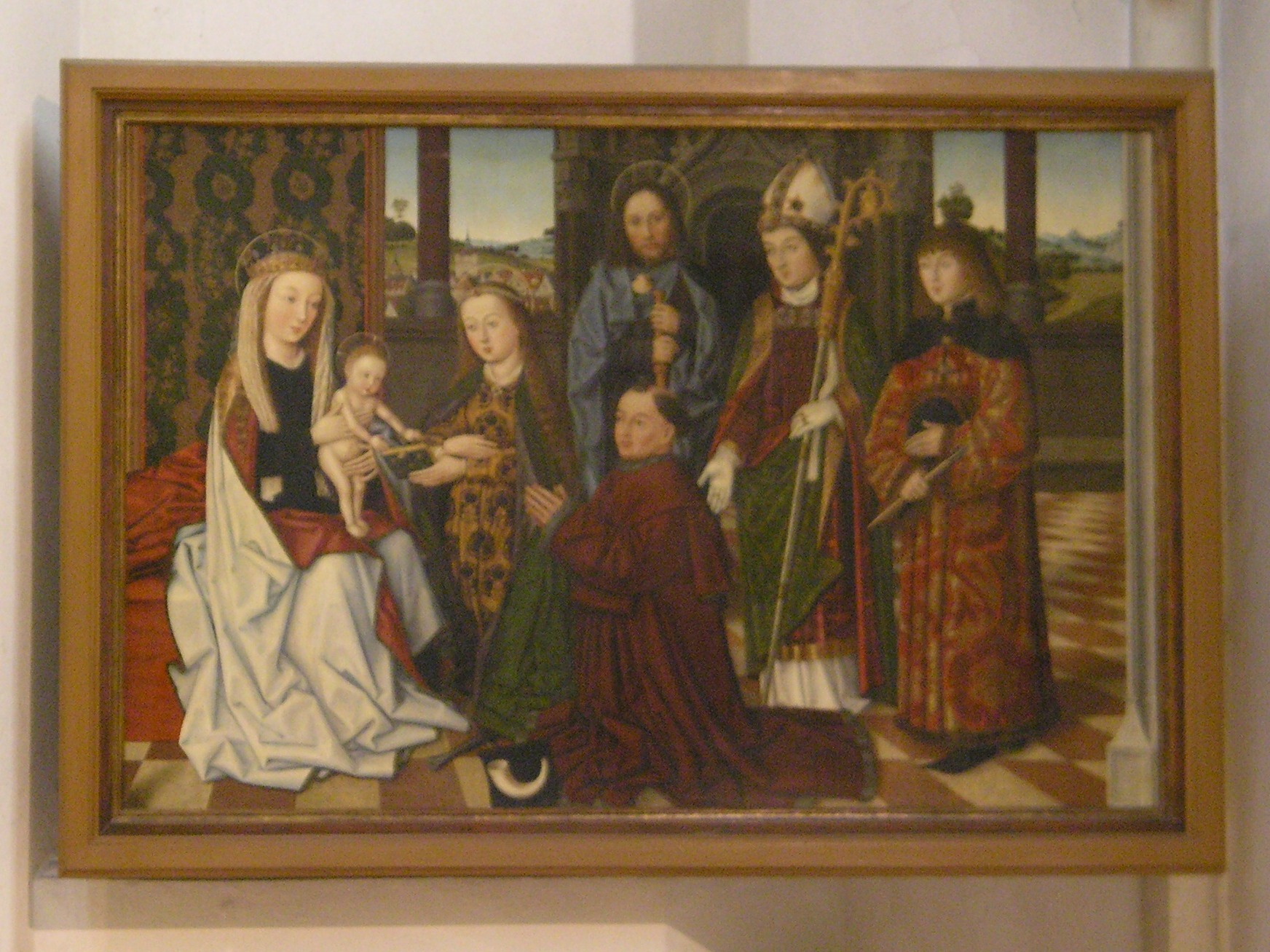
Hornberger Votivbild aus dem Jahre 1462 in der Klemens-Kapelle

Von kunsthistorischer Bedeutung ist das spätgotische Hornberger Votivbild aus dem Jahre 1462, das sich in der Klemens-Kapelle befindet. Es ist ein vom Passauer Offizial Caspar Hornperger gemaltes Epitaph.

### Orgel

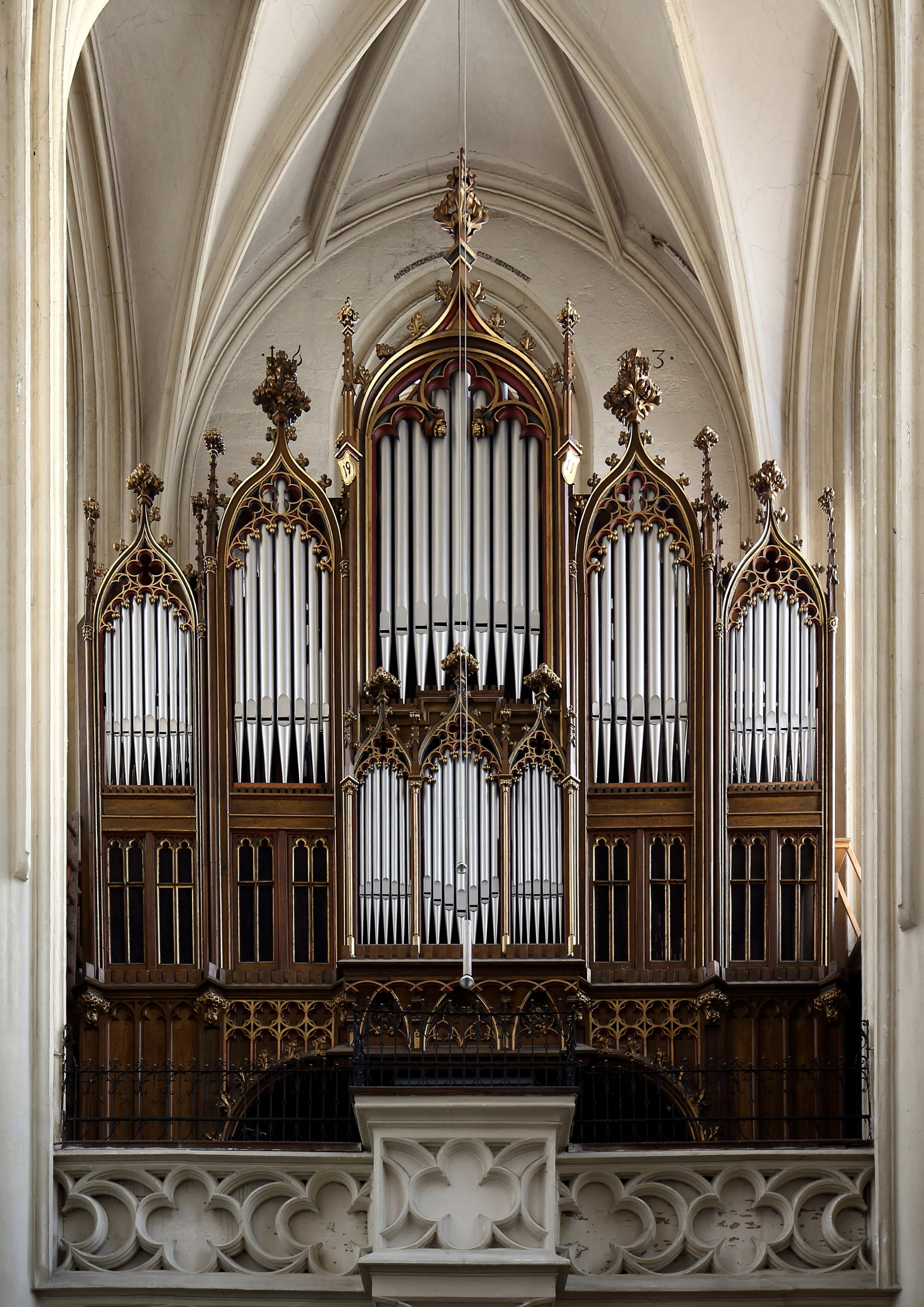
Mauracher-Orgel

Die große Orgel auf der Westempore wurde im Jahre 1911 in der Orgelmanufaktur Matthäus Mauracher jun. aus Salzburg erbaut. Sie ersetzte vorherige Kirchenmusikinstrumente, die mit den Jahren ihrer Benutzung zusehends unbespielbar geworden waren. Wiederverwendet wurde in diesem neuen Instrument Pfeifenmaterial aus den Vorgängerorgeln, sowie der Barockorgel, die auf der ehemaligen Musiker-Empore im Chorraum der Kirche stand. Der neugotische Prospekt stammt in großen Teilen ebenfalls von der Vorgängerorgel aus der Werkstatt von Friedrich Deutschmann.
Das spätromantisch disponierte Kegelladen-Instrument hat 36 Register auf zwei Manualen und Pedal. Die Spiel- und Registertrakturen sind pneumatisch.
| I Hauptwerk C–g3 |                 |         |
| 1.               | Bordun          | 16′     |
| 2.               | Principal       | 08′     |
| 3.               | Hohlflöte       | 08′     |
| 4.               | Gedackt         | 08′     |
| 5.               | Gamba           | 08′     |
| 6.               | Salicional      | 08′     |
| 7.               | Octave          | 04′     |
| 8.               | Rohrflöte       | 04′     |
| 9.               | Violine         | 04′     |
| 10.              | Quintatön       | 05 1⁄3′ |
| 11.              | Cornett         | 04′     |
| 12.              | Rauschquinte II | 02 ⁄3′  |
| 13.              | Mixtur          | 02′     |
| 14.              | Trompete        | 08′     |

| II Schwellwerk C–g3 |                  |       |
| 15.                 | Geigenprinzipal  | 8′    |
| 16.                 | Philomela        | 8′    |
| 17.                 | Gemshorn         | 8′    |
| 18.                 | Lieblich Gedackt | 8′    |
| 19.                 | Viola d’amour    | 8′    |
| 20.                 | Vox coelestis    | 8′    |
| 21.                 | Prestant         | 4′    |
| 22.                 | Flauto traverso  | 4′    |
| 23.                 | Dolce            | 4′    |
| 24.                 | Progressio       | 2 ⁄3′ |

| Pedalwerk C–d1 |              |         |
|                | Groß-Pedal   |         |
| 25.            | Majorbass    | 16′     |
| 26.            | Violon       | 16′     |
| 27.            | Subbass      | 16′     |
| 28.            | Octavbass    | 08′     |
| 29.            | Flötenbass   | 08′     |
| 30.            | Cello        | 08′     |
| 31.            | Pedalcornett | 05 1⁄3′ |
| 32.            | Posaune      | 16′     |
|                | Piano-Pedal  |         |
| 33.            | Violon       | 16′     |
| 34.            | Subbass      | 16′     |
| 35.            | Flötenbass   | 08′     |
| 36.            | Cello        | 08′     |

- Koppeln: I/I (Superoktavkoppel), II/I (auch als Sub- und Superoktavkoppel), II/II (Super- und Suboktavkoppel)  I/P, II/P, P/P (Superoktavkoppel)

### Glocken

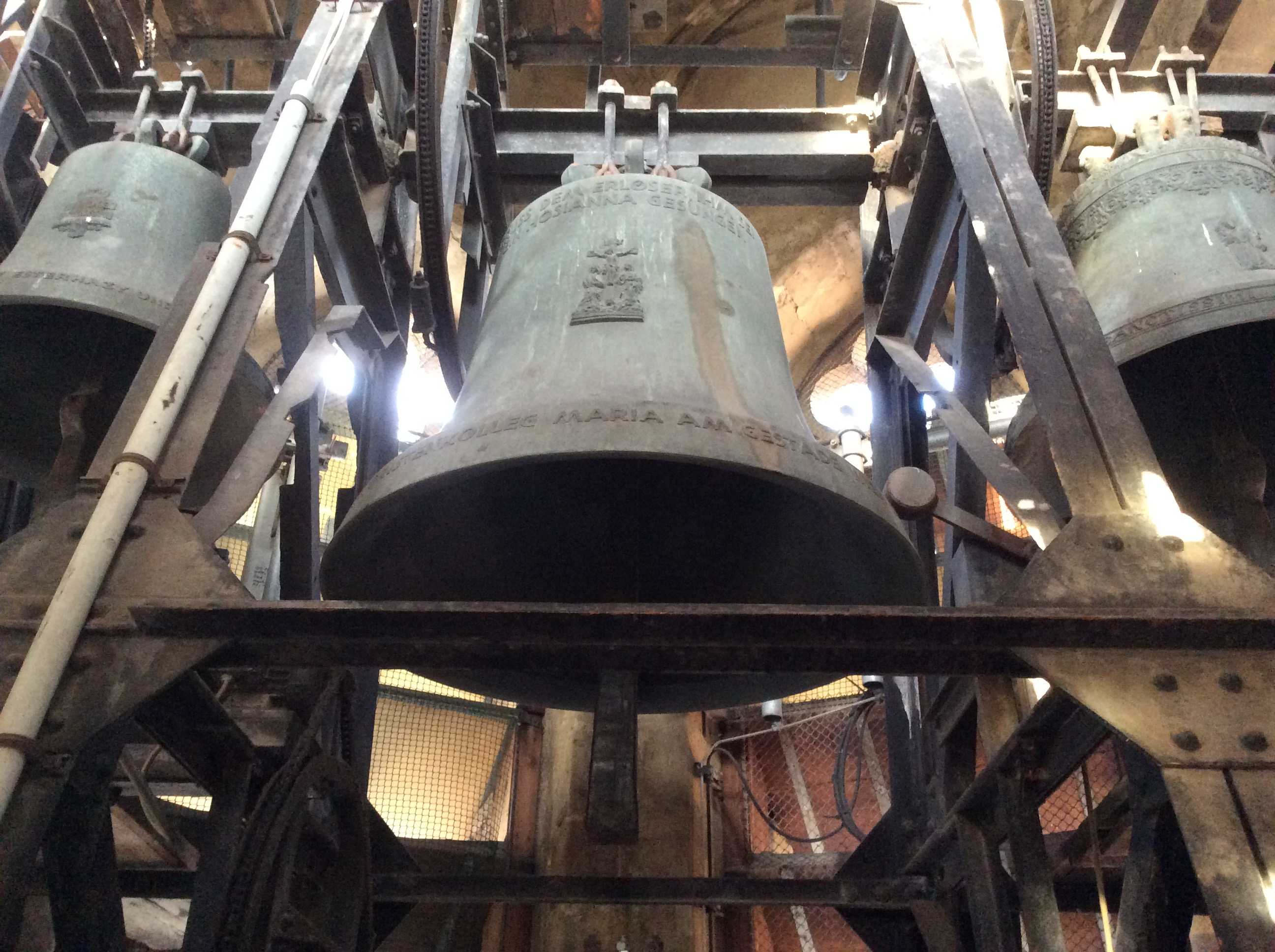
Blick in die Glockenstube

Im schlanken Kirchturm hängen 4 Glocken, 3 davon stammen aus der Oberösterreichische Glocken- und Metallgießerei St. Florian (Gussjahr 1963), die zweite Glocke stammt von Bartholomäus Kaffel aus dem Jahr 1831. Vorherige Geläute sind nicht bekannt.
| Nr. | Name           | Schlagton | Gewicht in kg | Durchmesser in cm |
| --- | -------------- | --------- | ------------- | ----------------- |
| 1   | Erlöserglocke  | g1        | 731           | 104               |
| 2   | Clemensglocke  | b1        | 383           | 083,5             |
| 3   | Marienglocke   | d2        | 218           | 070               |
| 4   | Hofbauerglocke | f2        | 124           | 055               |

## Seelsorge
In der Kirche predigten im Lauf der Jahrhunderte unter anderem:
- 16. Jh.: Petrus Canisius[1]
- 1632–1634: Priester des Dominikanerordens[1]
- 1634–1664: Priester des Kapuzinerordens.[1]
- ab 1676: Priester der Leopoldsbruderschaft[1]
- Die von Kaiser Joseph II. durchgeführten Kirchenreformen führten dazu, dass die Kirche Maria am Gestade ab 1783 zum Kirchensprengel Am Hofe kam; der Bischof von Passau war nun nur noch Privateigentümer des Hauses[1]
- in den 2020er Jahren: Provinzial Martin Leitgöb leitet die Kirchengemeinde.[14]